# Милетић
Милетић — српско и јужнословенско презиме, присутно у скоро свим крајевима. Настало је од имена Милета, и означава његове потомке.
Најпознатија и најбројнија фамилија Милетића су црногорски и босански Милетићи, пореклом из области реке Пиве. Веће фамилије Милетића се још налазе у Републици Српској. Присутни су и у јужној, средњој и источној Србији.

## Особе
- Предраг Милетић, глумац
- Светозар Милетић, адвокат, политичар, градоначелник Новог Сада.
- Милоје Милетић, припадник војске Србије и начелник Генералштаба Војске Србије (од 15. фебруара 2009).
- Вера Милетић, студенткиња француског језика и књижевности, један од организатора устанка у пожаревачком крају, секретар Месног комитета КПЈ за Београд; мајка Мире Марковић.
- Срђан Милетић, глумац
- Коста Милетић, први школован ваздухопловац у Србији
- Антун Милетић, историчар